# Cessey
Cessey é uma comuna francesa na região administrativa de Borgonha-Franco-Condado, no departamento de Doubs. Estende-se por uma área de 7,53 km². Em 2010 a comuna tinha 340 habitantes (densidade: 45,2 hab./km²).